# Hubert S. Wakefield
Hubert S. Wakefield, južnoafriški general, * 1883, † 1962.